# Tsew The Kid
 (janvier 2021).
Tsew The Kid, né Tsiry Ralaiarisedy le 3 décembre 1996 à Paris 15ème, est un chanteur de RnB, auteur-compositeur-interprète et musicien français.

## Biographie
De vrai nom Tsiry Ralaiarisedy, son nom d'artiste vient du suffixe malgache "-ntsoa" prononcé "tsew", venant de "soa" un terme positif rappelant la bonté, la beauté, le bien, et "The Kid" est un hommage à Billy the Kid, jeune hors la loi mythique de la fin du XIXe siècle, créant un paradoxe avec le suffixe.
Il naît dans la région parisienne, d’origine malgache, mais retourne vivre à Madagascar pour suivre son père pendant 6 ans, il se réinstalle en France à Essonne dans l'adolescence. Il commence à chanter à ses 14 ans, passe son bac et débute ensuite une faculté d’éco-gestion mais s’arrête en deuxième année pour sa passion, la musique.

## Musique
Ce jeune autodidacte, qui compose lui-même ses paroles et ses mélodies, sort en 2018 ses premiers EP : Begin (3 titres), Karma (6 titres), Mora Mora (6 titres), le titre Cigarette qui sera un de ses plus gros succès jusqu'à maintenant, et Nous (6 titres). Cigarette est son premier succès, qui donnera plus de visibilité au jeune rappeur.
En décembre de cette année-là, il sort plusieurs projets dont deux freestyles, l'un atteindra 700 000 vues et le second "Même les monstres rêvent d'amour" sera transformé en chanson en janvier de l'an suivant. Il deviendra par la suite son titre phare.
L'année 2019 montre la montée en puissance de l'artiste. Tout d'abord, il sort son deuxième single à succès, Même les monstres rêvent d'amour. En Mars, il obtient son premier contrat en maison de disque; Il signe chez Panenka Music, un label indépendant depuis 2016 qui travaille avec des artistes tels que Georgio, PLK, Therapie TAXI ou encore Junior Bvndo. Le 22 novembre, sa première mixtape, Diavolana, composé de 15 titres sort sur les plateformes. Il y rajoutera 5 titres le 27 mars 2020. Plus tard, en Juillet 2020, il publie son cinquième EP, LOFI, avec quatre titres.
En 2021, Tsew sort son deuxième album composé de 18 titres nommé Ayna, signifiant « Vie » en malgache. Plus tard, ce dernier annonce la sortie d’un featuring avec l’artiste Jok'Air intitulé L’Orage, qui est sorti le 28 septembre.
En 2023, il sort son troisième album "On finira peut être heureux" composé de 15 titres. On y trouve notamment un feat avec Hatik et Squidji

## Inspirations et influences
La musique de Tsew The Kid est un mélange de plusieurs influences. On lui accorde plusieurs genre musicaux : RnB, Hip/Hop, Rap, on peut entendre des sonorités funky, latino ou plus classiques. On retrouve dans ses textes le thème très récurrent de l'amour, qui est une grande source d'inspiration pour lui, d'où le thème du logo de son dernier EP. Selon lui, c'est "la base d'un être humain, des relations et des interactions".
Il se dit inspiré par divers artistes tels que Kid Cudi.

## Discographie
Voici la liste des projets réalisés par Tsew The Kid.

### Singles
- Même les monstres rêvent d'amour
- 2019 : Ton âme
- 2019 : Parle moi
- 2019 : Sur ton corps
- 2020 : Mon étoile
- 2020 : Plus d'amour à te donner
- 2021 : Maladroit
- 2022 : Polaroïd #1 : Blessé
- 2022 : Polaroïd #2 : Sourire
- 2022 : Polaroïd #3 : Grosse tête
- 2023 : Fou malade